# صدری اصفهانی
صدری اصفهانی (انگلیسی: Mirza Mehdy Ispahani؛ ۱۹۲۳ – ۲۰ ژانویه ۲۰۰۴) کارآفرین، اهالی کسب‌وکار و مدیر اجرایی اهل بنگلادش بود، که به‌عنوان رئیس هیئت مدیره گروه اصفهانی فعاليت می‌کرد.